# 1753 en architecture
| Années de l'architecture : 1750 - 1751 - 1752 - 1753 - 1754 - 1755 - 1756    |
| Décennies de l'architecture : 1720 - 1730 - 1740 - 1750 - 1760 - 1770 - 1780 |

Cet article présente les faits marquants de l'année 1753 en architecture.

## Réalisations
- L’architecte Jacques Ange Gabriel commence la construction de la place Louis XV à Paris, future place de la Concorde.
- Achèvement du château d'Asnières, construit par Jacques Hardouin-Mansart de Sagonne, réalisation emblématique du style Rocaille en France.
- Achèvement du château de Magnanville, construit par François II Franque, édifice annonciateur du style Louis XVI.
- Construction du mausolée de Safdar Jang (1739-1753) à Delhi (fin en 1754).

## Événements
- Marc-Antoine Laugier publie Essai et observations sur l’architecture à Paris.

## Récompenses
- Prix de Rome : Louis-François Trouard, Une galerie de cinquante toises, premier prix.

## Naissances
- 10 septembre : John Soane († 20 janvier 1837).

## Décès
- 9 février : Carl Hårleman (° 27 août 1700).